# Афоня
«Афо́ня» — советская трагикомедия 1975 года, поставленная режиссёром Георгием Данелией по сценарию Александра Бородянского.
Лидер проката 1975 года — 62,2 миллионов зрителей.

## Сюжет
Непутёвый Афоня работает в ЖЭКе сантехником. Он постоянно врёт, сочиняя всё прямо на ходу, вымогает с клиентов взятки и, в целом, неплохо живёт. Афоня и его собутыльник грузчик Федул с утра до вечера заняты не столько работой, сколько поиском возможности отлынить от неё и выпить.
Однажды в пивной Афоня заводит разговор с другим посетителем (его, как выясняется позднее, зовут Коля) и в итоге вместе с ним напивается, после чего приводит его к себе домой. Однако сожительница Афони, которая ждала его с получкой, выставляет Колю из квартиры, высказывает Афоне в лицо, как она разочарована в нём и как сожалеет о своём потерянном времени, и уходит, напоследок влепив ему пощёчину. На следующий день при распределении учащихся-практикантов из ПТУ Афоня «выпрашивает» себе двоих из них, но те, получив представление о методах его работы, сами отказываются от такого наставника. У своего подъезда Афоня встречает Колю с чемоданом и раскладушкой, который рассказывает, что жена выгнала его из дома. Афоня принимает его к себе, а потом убегает на танцы. Здесь девушка по имени Катя приглашает его потанцевать, но Афоня уже приглядел себе другую, более привлекательную особу. Он пытается уговорить эту особу пойти к нему домой, однако его подкарауливают хулиганы, с одним из которых он успел ранее повздорить на танцах. Завязывается драка, и Катя, заметив это, вызывает милицию.
В ожидании Афони Катя промокает до нитки. Поскольку время позднее, и она вызвала милицию, пожертвовав своей возможностью успеть на последний автобус, Афоня ведёт её к себе на чай. Катя вспоминает, что когда-то её брат играл с Афоней в волейбольной команде. Потом она уходит, несмотря на желание Афони её проводить (впрочем, он выражает это желание без особого энтузиазма). На собрании месткома в ЖЭКе предлагают разобрать недостойное поведение Афони — согласно поступившему письму, горе-сантехник ранее во время отпуска купался в фонтане в пьяном виде. В итоге ему выносят «строгое с предупреждением». Все мысли Афони теперь заняты красавицей Еленой, которую он встретил на очередном рабочем вызове, и он ищет новые поводы её посетить, при этом не беря с неё денег за свои услуги. Он устанавливает у Елены на кухне новенькую стальную раковину — её он обманом забрал из другой квартиры. В то же время его внимания безуспешно пытается добиться Катя. Как-то раз Афоня рассказывает Коле, что его мать умерла, когда ему был год, а отец погиб на фронте. Воспитывала Афоню тётя, женщина по имени Фрося. Тётя Фрося, несмотря на внимание мужчин в деревне, так и не вышла замуж после гибели жениха в советско-финскую войну. Афоня не видел её с тех пор, как ушёл в армию: после армии он сразу переехал в город и даже не сказал ей свой новый адрес. В мечтах ему видится семейная идиллия в деревне с Еленой в качестве жены и их детишками.
На очередном собрании в ЖЭКе разбирают участие Афони в драке на танцах. Его непосредственная начальница возмущена не только его хамством, пьянством и взяточничеством, но и тем, что все «только должны» как-то отреагировать на его выходки — никому по-настоящему не интересно заниматься его перевоспитанием, все на собрании мечтают лишь поскорее завершить обсуждаемый вопрос и отправиться по своим делам. «Их товарищ гибнет прямо у них на глазах» и днём ранее спокойно ушёл с аварии в подвале, оставив 3 дома без воды, потому что его рабочий день закончился. Афоня хамит и ей, после чего она, оскорблённая, уходит. Другой член коллектива предлагает уволить Афоню: он рассказывает, что его сестра замужем за Федулом, приятелем Афони, который всё пропил и бьёт как жену, так и сына, а обоих пьяниц всё пытаются перевоспитать. До увольнения не доходит, однако Афоню переводят из сантехников в разнорабочие. Один из руководителей ЖЭКа проводит с ним вечером беседу о его равнодушии («Предатели и убийцы могут только предать или убить, но по-настоящему страшны равнодушные люди, с молчаливого согласия которых и совершаются все преступления»). Уходя, он ставит условие — если Афоня не возвратит раковину из квартиры Елены прежнему владельцу, то его точно уволят. Афоню это не сильно огорчает, и он этим же вечером несёт Елене новую фарфоровую раковину с цветочками. Однако Елена приезжает домой с шумной компанией, и Афоня к своему разочарованию осознаёт: на самом деле Елена — замужняя женщина, у неё своя жизнь среди обеспеченных людей, а он для неё не более чем простой альтруист. Удручённый Афоня идёт с Федулом в ресторан, пытаясь развлечься, но выпитый алкоголь не помогает. Тогда Афоня приходит к Кате и неожиданно спрашивает, хотела ли бы она выйти за него замуж, а после остаётся у неё на ночь. Утром Афоня, чувствуя себя неловко, оправдывается, что перебрал спиртного, и, придумав повод, уходит. Дома Коля прощается с ним, потому что, несмотря на все разногласия с женой, решает вернуться к себе. Грустная Катя, узнав от дежурной на станции скорой помощи о звонке «от какого-то мужчины», воодушевлённо спешит к Афоне, но соседка говорит ей, что Афоня навсегда уехал в деревню.
Афоня, решивший кардинально изменить свою жизнь, с подарками едет в деревню к тёте Фросе. В деревне он встречает друга детства — тракториста. Вместе с ним Афоня даёт в город телеграмму, что увольняется с работы и сдаёт квартиру. Только после этого он узнаёт, что в действительности тётя Фрося умерла больше года назад, так и не дождавшись любимого племянника. Вечером к нему заходит сосед и передаёт всё сохранённое им наследство: облигации, сберкнижку на его имя с небольшой суммой, документы на оставленный ему дом, письма отца Афони с фронта, похоронку на отца и письма, которые тётя при жизни писала сама себе от имени Афони. Она читала эти письма соседям, но те всё понимали и, чтобы дать ей утешение в этой выдумке, не подавали виду. Афоня идёт на почту и пытается дозвониться на станцию скорой помощи, где работает Катя. Ему отвечают, что Катя уехала. Окончательно расстроенный, он отправляется на аэродром. Ему всё равно, куда лететь, лишь бы куда-нибудь. Его останавливает старшина милиции, у которого при проверке документов возникают подозрения: жизнерадостный Афоня на давнем фото ничем не напоминает нынешнего. Афоня, пытаясь восстановить сходство, выдавливает из себя улыбку, и это помогает.
Когда Афоня уже идёт к самолёту, его окликает знакомый голос. Обернувшись, он видит, что на краю лётного поля с чемоданчиком в руке стоит Катя.

## В ролях
- Леонид Куравлёв — Афанасий Николаевич Борщов (Афоня), «Конёк-Горбунёк», слесарь-сантехник
- Евгения Симонова — Екатерина Снегирёва, медсестра
- Евгений Леонов — Николай, штукатур
- Савелий Крамаров —  «Егоза», тракторист, друг детства Афони
- Нина Маслова — Елена Орлова, женщина из квартиры № 139
- Алексей Ванин — Иван Орлов, муж Елены
- Борислав Брондуков — Федулов (Федул), грузчик, собутыльник Афони
- Игорь Боголюбов — собутыльник Федула
- Валентина Талызина — Людмила Ивановна Вострякова, мастер ЖЭКа
- Николай Парфёнов — Борис Петрович Фомин, председатель месткома
- Нина Русланова — Тамара, сожительница Афони
- Готлиб Ронинсон — астроном («Архимед»), сотрудник планетария
- Татьяна Распутина — Людмила, девушка с огромным бюстом на танцах (в титрах — Т. Катаева)
- Раиса Куркина — тётя Фрося, тётка Афони
- Николай Гринько — дядя Егор Лещёв, сосед тёти Фроси
- Николай Граббе — Владимир Николаевич, начальник ЖЭКа, сосед Афони
- Владимир Басов — Владимир Иванович Беликов, сотрудник ЖЭКа
- Раднэр Муратов — Марат Рахимов, слесарь, сотрудник ЖЭКа
- Пётр Любешкин — дядя Паша Шевченко, слесарь, сотрудник ЖЭКа
- Юрий Дружинин — Беликов, слесарь, сотрудник ЖЭКа
- Михаил Светин — Воронков, шофёр ЖЭКа, родственник Федула (озвучивал другой актёр)[1]
- Геннадий Ялович — режиссёр в театре
- Татьяна Тетерина — Лещёва, телефонистка в деревне (озвучивает Наталья Гурзо)[2]
- Тамара Совчи — кассир столовой
- Нина Доберо — Эмилия Христофоровна, кассирша в ЖЭКе (в титрах Н. Деберо)
- Вячеслав Чигарин — Вова Седин, студент-практикант из ПТУ
- Владимир Фомичёв — студент-практикант из ПТУ
- Маргарита Рассказова — поющая девушка на аэродроме
- Виктор Крючков — Трофимыч, грузчик в магазине
- Галина Белинская — соседка Афони с арбузом
- Александр Лёвушкин — директор Дома культуры
- Людмила Цветкова — заведующая магазином
- И. Шорохова — эпизод
- А. Черных — эпизод
- Александр Новиков — хулиган с бородкой («козёл») (нет в титрах)[3]
- Чулпан Валишина — певица в ресторане (нет в титрах)[4]
- Михаил Васьков — сотрудник милиции на аэродроме

## Съёмочная группа
- Сценарий: Александр Бородянский
- Постановка: Георгий Данелия
- Оператор: Сергей Вронский
- Художник: Борис Немечек
- Композитор: Моисей Вайнберг
- Дирижёр: Эмин Хачатурян

## Производство
Подбор актёров
На заглавную роль Г. Данелия изначально планировал пригласить Владимира Высоцкого. Предполагалось присутствие в фильме сцены, где он будет играть на гитаре. Данелия также вёл переговоры по поводу роли Афони и с польским актёром Даниэлем Ольбрыхским. На роль Кати пробовались также Анна Каменкова и Елена Прудникова.
Съёмки
Съёмки проводили летом 1974 года в Ярославле.
В качестве родной деревни Афони Борщовки снималось село Диево-Городище.
Все сцены с актрисой Евгенией Симоновой, которая играла роль медсестры Кати, сняли всего за три съёмочных дня. Евгения Симонова в то время уже подписала договор на съёмки в другой картине и всё лето должна была сниматься в Башкирии в фильме «Пропавшая экспедиция».
Сцены в ресторане, когда Афоня пытается забыть Елену, снимали в Москве. Съёмки чуть было не сорвались из-за того, что швейцар не хотел пропускать Борислава Брондукова, исполнителя роли Федула, в ресторан. Актёр настолько органично выглядел в костюме и гриме, что когда он вышел на улицу покурить, швейцар наотрез отказался впустить его обратно, приняв за настоящего пьяницу, грозился вызвать милицию, если тот не уйдёт.
Героя Михаила Светина озвучил другой актёр. Во время простоя Светин заявил режиссёру, что опаздывает в Ленинград на съёмки телеспектакля и не может завершить сцену собрания в клубе. Данелия страшно рассердился, второпях организовал утреннюю съёмку и на озвучивание Светина звать не стал.
Последний эпизод был снят в аэропорту города Пошехонье.
Отсылки
В сцене танцев Катя Снегирёва в исполнении Евгении Симоновой упоминает свою подругу Пашу Строганову. Именно так звали героиню Инны Чуриковой в фильме «Начало» (1970), которая знакомилась с Аркадием в исполнении Леонида Куравлёва при точно таких же обстоятельствах.
В титрах фильма среди актёров, снявшихся в эпизодах, указано имя Р. Хобуа. Рене Хобуа — грузинский строитель, с которым Данелия встретился в гостинице во время написания сценария фильма «Не горюй!». Вместе с Резо Габриадзе режиссёр пытался «испытать» на нём сценарий фильма, параллельно с этим водя по застольям у знакомых. Хобуа покорно выслушивал их, пока не выяснилось, что он плохо знает русский язык (сценарий писался на русском языке), но из вежливости не упоминал об этом и просто хвалил всё, что написали Габриадзе и Данелия. Габриадзе предложил вставить имя Хобуа в титры фильма и тем самым отблагодарить строителя. С тех пор Данелия в знак благодарности стал ставить имя Рене Хобуа в титры всех своих последующих фильмов в разделе "в эпизодах", хотя ни в одном из них тот не снимался.

## Песни
- Во время медленного танца на танцплощадке звучит песня группы «Машина времени» «Ты или я» (неофициальное название — «Солнечный остров»). Группа дебютировала в этом фильме[14][15]. По тем временам это был довольно смелый шаг, так как рок-группа была малоизвестной и не имела хорошей репутации у советских властей. В фильме на сцене вместо музыкантов «Машины времени» снималась группа «Аракс». После «Солнечного острова» «Аракс» исполнил свою песню «Мемуары»[16]. Александр Лерман вспоминал об этом: «В фильме Георгия Данелии „Афоня“ есть эпизод с танцами. В этом эпизоде, после блюзового „белого танца“, где за кадром Андрей Макаревич поёт свой „Солнечный остров“, начинается заводной сегмент. В кадре появляется Володя Полонский, бойко задающий ритм вступления, затем камера перемещается на нас с Юрой Шахназаровым (Шахназаров на гитаре, я на басу), и я запеваю: „Скоро стану я седым и старым, уйду на пенсию писать свои я мемуары. Напишу я, расскажу я всё, как есть, как было — расскажу я, с кем не ладил и кого любил я“ („Мемуары“, музыка Юры Шахназарова, слова Валеры Сауткина)»[17].
- В качестве музыкального фона в фильме также использованы песни в исполнении советских ВИА, популярных в начале 1970-х[9]:

- - «Там, за облаками» (ВИА «Самоцветы»);
  - «Налетели дожди» (ВИА «Самоцветы»);
  - «Больше жизни» (группа «Цветы»);
  - «Ну что с ним делать?» (ВИА «Весёлые ребята»);
  - «Только в сказке» (Маргарита Рассказова);
  - «Лестница» («Аракс»).
- Также в фильме использованы песни:
  - «Увезу тебя я в тундру» (исполняет ВИА «Самоцветы»);
  - «Песня о далёкой Родине» (исполняет Иосиф Кобзон);
  - «Над тихоней речкой рос кудрявый клён…» («Белая берёза»; автор В. Трепетцов; в титрах не указано).

## Фестивали и награды
- 1976 — специальный приз на IX Всесоюзном кинофестивале во Фрунзе[18].

## Память
В мае 2010 года в историческом центре Ярославля, там, где проходили съёмки фильма, была открыта скульптурная композиция, включающая изображения штукатура Коли и сантехника Афони, а также кота, который, сидя на крыше, глазеет на героев. Утверждается, что установке скульптуры предшествовал опрос, в результате которого Афоня был выбран киноперсонажем, способным служить олицетворением ярославца.